# Панас Вадим Володимирович
Вадим Володимирович Панас (* 23 травня 1985, Нововолинськ, Волинська область, УРСР) — український футболіст, півзахисник.

## Кар'єра
Вихованець волинського футболу, у ДЮФЛ України грав за команду луцької «Волині». Перший тренер — Віктор Ахріменко.
2002 року дебютував у дорослому футболі у складі фарм-клубу «Волині», команди другої ліги чемпіонату України «Ковель-Волинь-2». 
Навесні 2003 року почав залучатися до складу головної команди луцького клубу, який змагався у вищій лізі української першості і 8 травня 2003 року дебютував у Прем'єр-лізі України в матчі з київським «Динамо», який завершився перемогою лучан з рахунком 1-0, а Панас вийшов зі стартових хвилин і був замінений в перерві на Володимира Гащина
Проте до основного складу «Волині» Вадим потрапляв досить нерегулярно, протягом перебування у клубі на умовах оренди також виступав за «Ікву» (Млинів), житомирське «Полісся» та луганську «Зорю».
2006 року пробував сили у складі львівських «Карпат», однак провів у головній команді лише один матч, граючи до кінця року в молодіжній команді, після чого півроку виступав за аматорський «Водник» (Рівне).
Перед початком сезону 2007-08 уклав трирічний контракт з іншим львівським клубом — першоліговим ФК «Львів». За результатами свого першого сезону у новій команді допоміг їй підвищитися у класі до вищої ліги. У Прем'єр-лізі став автором історичного першого голу «Львова» у вищому дивізіоні, забивши на 23 хвилині матчу у ворота донецького «Шахтаря», а в підсумку команда сенсаційно перемогла з рахунком 2-0. Проте такий вдалий старт не допоміг команді зберегти прописку в еліті: «Львів» зайняв передостаннє місце в чемпіонаті і вилетів до першої ліги.
По завершенні трирічного контракту зі «Львовом» влітку 2010 року став вільним агентом і в такому статусі 29 червня підписав дворічний контракт з київською «Оболонню», до якої його запросив головний тренер Сергій Ковалець, під керівництвом якого футболіст грав у «Львові».
За «пивоварів» провів два сезони, здебільшого граючи в основному складі, проте за підсумками сезону 2011—12 команда вилетіла з Прем'єр-ліги і Панас покинув команду.
В червні 2012 року на правах вільного агента перейшов у рідну «Волинь», у якій розпочинав футбольну кар'єру. Проте за весь сезон Вадим не провів жодного матчу за основну команду, виступаючи виключно в молодіжній першості.
3 серпня 2013 року підписав контракт з білоруським «Нафтаном», ставши п'ятим українцем в складі команди. Дебютував Вадим за нову команду в той же день в домашньому матчі 19-го туру Вищої ліги проти БАТЕ, який «Нафтан» програв з рахунком 1:5, а Панас заробив пенальті, який реалізував Руслан Гунчак. 
В березні 2014 року перейшов до тернопільської "Ниви". Догравши до кінця сезону у "Ниві", став вільним агентом.У 2017-тому році почав грати за Шахтар (Нововолинськ).У 2019-тому році почав тренерувати юнацькі футбольні команди Нововолинська це 2011 р.н,2014р.н,2015р.н.Також є заступником тренера команди Шахтар (Нововолинськ).Проживає у Нововолинську. 